# Ričardas Juška
Ričardas Juška (* 11. Mai 1960 in der Rajongemeinde Jurbarkas) ist ein litauischer liberaler Politiker, Seimas-Mitglied.

## Leben
Nach dem Abitur 1978 an der 1. Mittelschule Jurbarkas absolvierte Ričardas Juška 1984 das Diplomstudium des Transportingenieurwesens am Vilniaus inžinerinis statybos institutas in der litauischen Hauptstadt Vilnius. 
1984 arbeitete er in Jurbarkas als Oberingenieur. Von 1989 bis 1995 war er stellv. Plankommissionsleiter, Abteilungsleiter und stellvertretender Verwalter. Von 1996 bis 2003 arbeitete er bei AB „Lietuvos draudimas“. Von 2003 bis 2007 war er Vizebürgermeister und von 2009 bis 2015 Bürgermeister von Jurbarkas. Von 2016 bis 2020 war er Mitglied im 12. Seimas. Seit 2024 ist er Mitglied im 13. Seimas.
Ab 1995 war Ričardas Juška Mitglied der Lietuvos liberalų sąjunga und ab 2003 der Liberalų ir centro sąjunga.

## Quelle
- 2011 m. Lietuvos savivaldybių tarybų rinkimai

| Personendaten    | Personendaten           |
| ---------------- | ----------------------- |
| NAME             | Juška, Ričardas         |
| KURZBESCHREIBUNG | litauischer Politiker   |
| GEBURTSDATUM     | 11. Mai 1960            |
| GEBURTSORT       | Rajongemeinde Jurbarkas |